# Elena Di Liddo
Elena Di Liddo (Bisceglie, 8 settembre 1993) è una nuotatrice italiana, della società Canottieri Aniene Roma.

## Carriera
Specializzata nel delfino ma anche discreta dorsista, è entrata nella nazionale nel 2009 partecipando agli europei giovanili di Praga.
Nel 2010, dopo aver partecipato alla coppa latina.
Nel 2010 è stata convocata per i Giochi olimpici giovanili di Singapore, dove ha vinto la medaglia d'argento nella gara dei 50 m farfalla e dove ha subito la squalifica nei 100 m delfino dopo essere arrivata terza.
Nel mese di novembre partecipa agli europei in vasca corta dove nuota in batteria nella staffetta 4 x 50 m mista che vince il bronzo in finale.
Un mese dopo vince i suoi primi titoli italiani ai campionati invernali in vasca corta di Riccione: diventa campionessa Italiana dei 50 farfalla, vince la staffetta 4×50 m misti, la staffetta 4×50 m stile libero e la medaglia di bronzo sui 100 stile libero.

## Palmarès
| Mondiali in vasca corta            | ---            | ---                       | ---                           | 4x100 m misti                   | 4x50 m misti mista |
| Hangzhou 2018 Cina                 | ---            | ---                       | ---                           | Bronzo: 3'51"38 frazione: 56"41 |                    |
| Abu Dhabi 2021 Emirati Arabi Uniti | ---            | ---                       | ---                           | ---                             | Bronzo: 1'37"29    |
| Europei                            | 100 m farfalla | ---                       | 4×100 m misti                 | 4×100 m mx mista                |                    |
| 2018 Glasgow Regno Unito           | Bronzo 57"58   | ---                       | ---                           | Bronzo 3'44"85                  |                    |
| 2020 Budapest Ungheria             | ---            | ---                       | Bronzo 3'56"30                | Bronzo 3'42"30                  |                    |
| 2022 Roma Italia                   | ---            | ---                       | ---                           | Argento 3'43"61                 |                    |
| Europei in vasca corta             | 50 m farfalla  | 100 m farfalla            | 4×50 m sl                     | 4×50 m misti                    | 4×50 m misti mista |
| 2010 Eindhoven Paesi Bassi         | non partita    | 16ª in batteria 59"60     | 5ª nuota in batteria          | Bronzo nuota in batteria        | ---                |
| 2011 Stettino Polonia              | 10ª 26"81      | 16ª in batteria 59"25     | Bronzo nuota in batteria      | ---                             | ---                |
| 2019 Glasgow Regno Unito           | ---            | Argento 56"37             | ---                           | Argento 1'44"92                 | ---                |
| 2021 Kazan Russia                  | ---            | ---                       | ---                           | Bronzo 1'44"46                  | Argento 1'36"39    |
| Giochi del Mediterraneo            | 50 m farfalla  | 100 m farfalla            | 4×50 m st. libero             | 4×100 m mista                   |                    |
| 2013 Mersin Turchia                | ---            | Argento 59"23             | ---                           | Oro 4'04"58                     |                    |
| 2018 Tarragona Spagna              | Argento 26"21  | Oro 57"59                 | ---                           | Oro 3'58"27                     |                    |
| Giochi olimpici giovanili          | 50 m farfalla  | 100 m farfalla            | 4×100 m st. libero mista      | ---                             |                    |
| Singapore 2010 Singapore           | Argento 27"06  | squalificata (3ª) 1'00"16 | 11ª - 3'42"44 frazione: 57"92 | ---                             |                    |
| Europei giovanili                  | 50 m dorso     | 50 m farfalla             | ---                           | ---                             |                    |
| Praga 2009 Rep. Ceca               | 6ª 29"98       | 4º 27"23                  | ---                           | ---                             |                    |
| Universiadi                        | 50 m farfalla  | 100 m farfalla            | 4×100 m mista                 | ---                             |                    |
| Gwangju 2015 Corea del Sud         | ---            | Argento 58"29             | Oro 4'00"50                   | ---                             |                    |
| Taipei 2017 Taipei cinese          | Argento 26"50  | Argento 58"81             | Bronzo 4'02"40                | ---                             |                    |

### Campionati italiani
18 titoli individuali e 17 in staffetta, così ripartiti:
- 8 nei 50 m farfalla
- 8 nei 100 m farfalla
- 2 nei 50 m dorso
- 2 nella staffetta 4×50 m stile libero
- 3 nella staffetta 4×100 m stile libero
- 2 nella staffetta 4×50 m mista
- 10 nella staffetta 4×100 m mista

| Anno | Edizione    | st.libero 50 m | st.libero 100 m | farfalla 50 m | farfalla 100 m | dorso 50 m | st.libero 4×50 m | st.libero 4×100 m | mista 4×50 m | mista 4×100 m |
| ---- | ----------- | -------------- | --------------- | ------------- | -------------- | ---------- | ---------------- | ----------------- | ------------ | ------------- |
| 2010 | Primaverili | -              | -               | 2             | 2              | -          | -                | -                 | -            | -             |
| 2010 | Invernali   | 3              | -               | 1             | -              | -          | 1                | -                 | 1            | -             |
| 2011 | Primaverili | -              | -               | 2             | 2              | -          | -                | 3                 | -            | 1             |
| 2011 | Estivi      | -              | -               | -             | 2              | -          | 1                | -                 | 2            | -             |
| 2011 | Invernali   | -              | -               | 2             | 1              | -          | -                | 1                 | -            | 1             |
| 2012 | Primaverili | -              | -               | -             | 2              | -          | -                | 2                 | -            | 1             |
| 2012 | Invernali   | -              | -               | -             | 3              | -          | -                | -                 | -            | 1             |
| 2013 | Primaverili | -              | -               | -             | 2              | -          | -                | -                 | -            | 2             |
| 2013 | Invernali   | -              | -               | -             | 2              | -          | -                | -                 | -            | 2             |
| 2014 | Primaverili | -              | -               | 3             | 3              | -          | -                | -                 | -            | 2             |
| 2014 | Estivi      | -              | -               | -             | 1              | -          | -                | -                 | -            | -             |
| 2014 | Invernali   | -              | -               | 3             | 2              | -          | -                | 2                 | -            | 1             |
| 2015 | Primaverili | -              | -               | -             | 2              | -          | -                | 2                 | -            | 1             |
| 2015 | Invernali   | -              | -               | -             | 3              | -          | -                | 1                 | -            | 1             |
| 2016 | Primaverili | -              | -               | -             | -              | -          | -                | -                 | -            | 1             |
| 2016 | Invernali   | -              | -               | -             | 3              | -          | -                | -                 | -            | 1             |
| 2017 | Primaverili | -              | -               | 3             | 3              | -          | -                | 2                 | -            | 1             |
| 2017 | Estivi      | -              | -               | 2             | 2              | -          | -                | -                 | -            | -             |
| 2017 | Invernali   | -              | -               | 1             | 2              | 1          | 2                | -                 | 1            | -             |
| 2018 | Primaverili | -              | -               | 1             | 2              | -          | -                | 2                 | -            | 2             |
| 2018 | Estivi      | -              | -               | 1             | -              | -          | -                | -                 | -            | -             |
| 2018 | Invernali   | -              | -               | 1             | 1              | -          | 3                | -                 | 3            | -             |
| 2019 | Primaverili | -              | -               | 1             | 1              | -          | -                | 1                 | -            | 3             |
| 2019 | Estivi      | -              | -               | 1             | -              | -          | -                | -                 | -            | -             |
| 2019 | Invernali   | -              | -               | 2             | 1              | -          | -                | -                 | -            | -             |
| 2020 | Estivi      | -              | -               | 2             | 2              | -          | -                | -                 | -            | -             |
| 2020 | Invernali   | -              | -               | 3             | 2              | -          | -                | -                 | -            | -             |
| 2021 | Primaverili | -              | -               | 3             | 1              | -          | -                | -                 | -            | -             |
| 2021 | Invernali   | -              | 2               | 2             | 1              | 1          | -                | -                 | -            | -             |
| 2022 | Primaverili | -              | -               | 3             | 1              | -          | -                | -                 | -            | -             |
| 2022 | Estivi      | -              | -               | 3             | 3              | -          | -                | -                 | -            | -             |
| 2023 | Invernali   | -              | -               | 3             | -              | -          | -                | -                 | -            | -             |
| 2024 | Primaverili | -              | -               | -             | -              | -          | -                | -                 | -            | 2             |
| 2024 | Invernali   | -              | -               | 3             | 2              | -          | -                | -                 | -            | -             |

## International Swimming League
| Stagione 2019   | Stagione 2020 | Stagione 2021   |
| --------------- | ------------- | --------------- |
| Aqua Centurions | -             | Aqua Centurions |